# 호소카와 마사모토

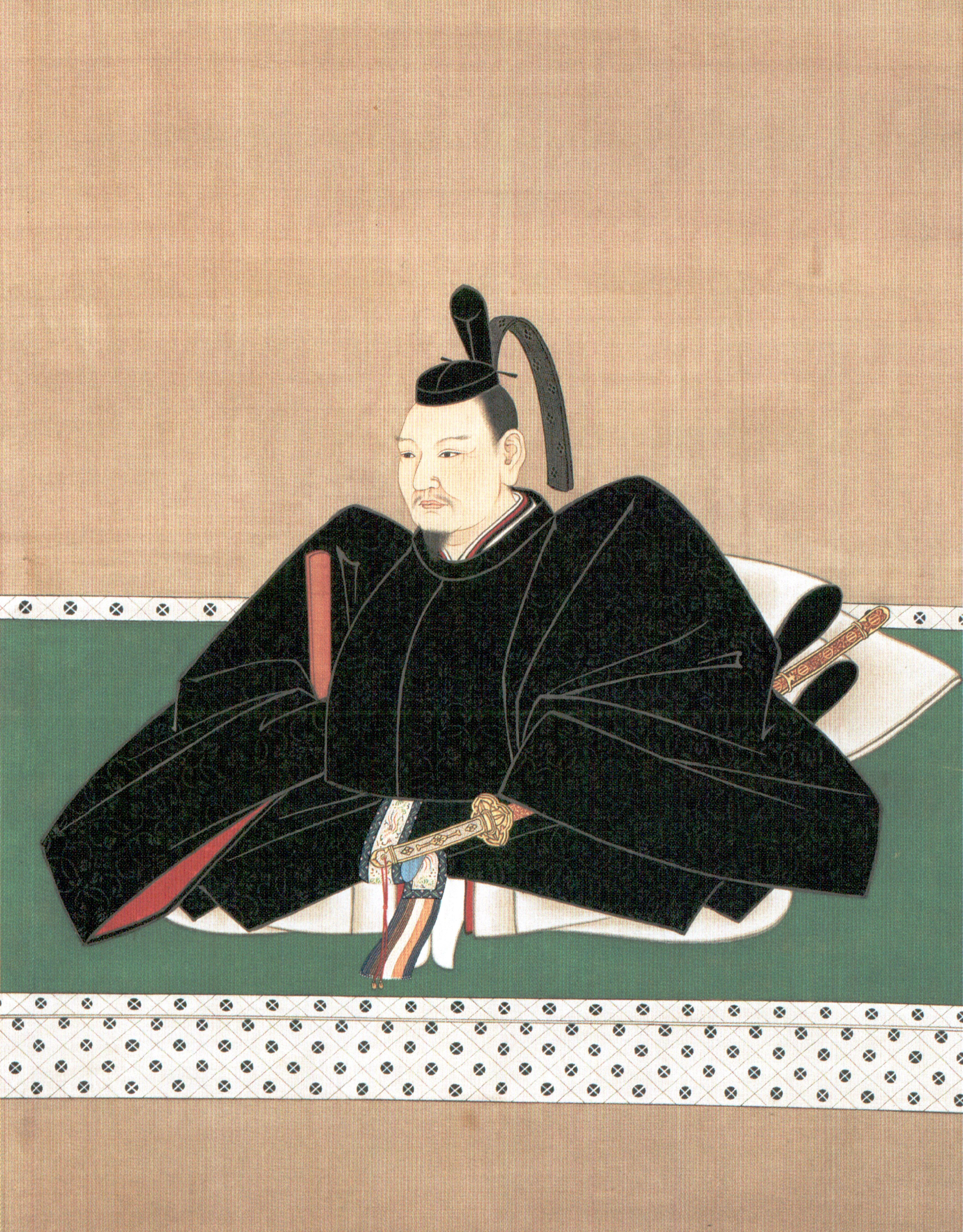
호소카와 마사모토

호소카와 마사모토(일본어: 細川政元, 1466년 ~ 1507년 음력 6월 23일)는 무로마치 시대 중·후기에 걸쳐 활약한 아시카가 가문(足利氏)의 방계인 호소카와씨(細川氏) 당주이다.
무로마치 막부의 산칸레이 가문 중 하나인 호소카와 가문의 본가의 당주로, 부친은 호소카와 가쓰모토(細川勝元)이고 모친은 불명이다. 가쓰모토의 정실 야마나 히로타카(山名熙貴)의 딸(야마나 소젠의 양녀이기도 하다)이 모친이라는 설도 있으나, 근거사료가 없다. 친자식을 얻지 못하여 호소카와 스미모토(細川澄元), 호소카와 스미유키(細川澄之), 호소카와 다카쿠니(細川高国)를 양자로 들였다.
마사모토는 관령으로서 막부 정치를 좌지우지하며 기나이 각지를 제압하는 등 호소카와 가문의 전성기를 이룩하였으나, 양자를 셋이나 들여서 가독 분쟁의 불씨를 만들어 자기 자신도 그 분쟁에 말려들어가 가신에게 암살당했다(에이쇼의 착란(永正の錯乱)).

## 생애

### 가독 승계
분쇼 원년(1466년), 호소카와 가쓰모토의 적남으로 태어났다. 분메이 5년(1473년) 5월, 오닌의 난 와중에 부친 가쓰모토가 병사하자 8세의 나이로 가독을 승계하여, 단바·셋쓰·도사 슈고가 되었다. 하지만 나이가 너무 어렸기 때문에 일족 호소카와 마사쿠니(細川政国)의 보좌를 받았다.
분메이 6년(1474년) 4월, 서군 측의 야마나 마사토요(山名政豊)와 화의를 맺어 오닌의 난을 종결시켰다. 분메이 10년(1478년) 7월에 관례를 올리고, 제 8대 쇼군 아시카가 요시마사에게 헨기(偏諱)로 마사(政) 자를 받아 마사모토(政元)라 칭하였다. 간레이에 임명되었으나, 얼마 안가 사직하였다.

### 하타케야마 마사나가(畠山政長)와의 갈등
엔토쿠 원년(1489년), 제 9대 쇼군 아시카가 요시히사(足利義尚)가 오미에서 롯카쿠 가문을 토벌하던 도중, 진중에서 병사하였다. 마사모토는 차기 쇼군으로 호리고에 구보 아시카가 마사토모(足利政知)의 아들이자 쇼군 요시히사의 사촌형으로 출가한 세이코(후의 아시카가 요시즈미)를 추천하였으나, 8대 쇼군 요시마사의 정실 히노 도미코(日野富子)와 하타케야마 마사나가의 배후공작으로 아시카가 요시미(足利義視)의 아들이자 요시히사의 사촌 동생인 아시카가 요시키(足利義材, 후의 아시카가 요시타네)가 제 10대 쇼군으로 취임하였다. 이 결과에 불만을 품은 마사모토는 막부와 거리를 두기 시작하였다. 요시키의 쇼군 취임으로 막부 내에서는 아시카가 요시미와 하타케야마 마사나가의 권세가 강화되었고, 엔토쿠 3년(1491년) 1월에 요시미가 사망한 이후에는 하타케야마 마사나가가 막부 권력을 독점하게 되었다.

### 메이오 정변
메이오 2년(1493년), 쇼군 요시키는 하타케야마 마사나가와 함께 마사나가의 정적 하타케야마 요시토요(畠山義豊)를 토벌하기 위해 가와치국으로 출병하였다. 그해 4월, 요시토요 토벌에 종군하지 않고 교토에 잔류한 마사모토는 히노 도미코, 이세 사다무네 등과 연합하여 쿠테타를 결행하여, 이전부터 쇼군 후보로 추천했던 세이코를 고 제 11대 쇼군으로 옹립하였다(메이오 정변). 이 정변으로 당초에 마사나가 측이었던 유력 슈고 다이묘 아카마쓰 마사노리가 마사모토 측으로 돌아섰기 때문에, 고립무원이 된 마사나가는 자결하고 투항한 쇼군 요시키는 교토 류안지(竜安寺)에 유폐되었다. 이듬해 메이오 3년(1494년), 세이코가 환속하여 요시타카(義高, 후에 요시즈미(義澄)로 개명)라고 개명하고 쇼군에 취임하자, 마사모토는 간레이가 되어 사실상 허수아비인 쇼군 요시즈미를 등에 업고 중앙 정권을 완전히 장악했다.

### 주변 세력과의 싸움
메이오 정변 뒤, 요시키는 엣추국으로 망명하여 망명정권을 수립하였다(엣추 구보(越中公方)). 메이오 8년(1499년)에 요시키가 호쿠리쿠의 병력을 이끌고 오미로 침공하고 이에 호응하여 하타케야마 히사요리(畠山尚順)도 거병하였으나, 마사모토는 양자를 모두 격파했다.
한편, 마사모토는 평생 독신으로 지내며 야마부시 신앙(山伏信仰, 깊은 산중에서 수행하면 초자연적인 능력을 얻을 수 있다는 신앙)에 빠져 각지를 방랑하는 등 기행을 일삼아 막부 정치를 혼란에 빠트리기도 하였다. 그래서 실제 정무는 호소카와 가문의 중신들의 합의 체제로 운영되었다.
마사모토의 기분파 경향과 친자식이 없다는 것은 호소카와 가문의 가독 상속 문제에도 반영되었다. 분키 2년(1502년), 구조 가문(九条家)에서 가독을 상속한다는 조건으로 스미유키를 양자로 맞아들였으나, 이듬해 5월 일족인 아와 슈고 호소카와 가문에서 스미모토를 양자로 들이면서 역시 가독 상속을 약속했기 때문에, 스미유키는 폐적되고 말었다. 그 결과 가문 전체가 스미유키 파와 스미모토 파로 나뉘어 첨예하게 대립하게 되었다.
에이쇼 원년(1504년) 9월, 셋쓰 슈고다이 야쿠시지 모토카즈(薬師寺元一)의 모반을 진압하고, 에이쇼 3년(1506년) 7월에는 가와치의 하타케야마 요시히데(畠山義英, 하타케야마 요시토요의 아들)과 하타케야마 히사요리를 토벌하였으며, 연이어 가신 아카자와 사다쓰네(赤沢朝経)를 파견하여 야마토국을 침공하였다. 에이쇼 4년(1507년)에는 기이국 침공, 더욱이 와카사국으로 내려간 다케다 모토노부(武田元信)를 도와 단고·단바의 잇시키 요시아리(一色義有)를 토벌하는 군사를 일으키는 등, 광범위한 세력 확대를 꾀했다. 이렇게 마사모토는 호소카와 본가의 전성기를 이룩하였다.
마사모토는 이러한 전란에 질렸는지, 수도자로서 오슈(奥州, 무쓰국의 별칭)으로 수행의 길을 떠나고 싶다는 뜻을 비추었으나, 이 때는 가신 미요시 유키나가(三好之長)의 간언으로 단념하였다. 가문 내의 후계자 분쟁은 점점 극으로 치달아, 마침내 에이쇼 4년(1507년) 6월 23일, 마사모토는 스미유키 파에게 회유된 경호역 고자이 모토나가(香西元長), 야쿠시지 나가타다(薬師寺長忠) 등에게 욕탕에서 목욕을 하던 중에 습격당하여 암살되었다(에이쇼의 착란). 향년 42세.
이후, 호소카와 본가는 내분을 거듭하여 급속히 쇠락의 길을 걸었다. 또한 마사모토를 마지막으로 호소카와 요리유키(細川頼之)의 핏줄이 단절되어, 요리유키의 동생인 호소카와 미쓰유키(細川満之)·호소카와 아키하루(細川詮春)의 자손들이 호소카와 가문 가독 상속을 둘러싸고 혈투를 벌이게 되었다.

## 같이 보기
- 관령
- 메이오 정변
- 아사쿠라 가게후사
- 꽃의 난

| 전임 호소카와 가쓰모토 | 게이초 호소카와 가 당주 | 후임 호소카와 즈미유키 |

| 전임 하타케야마 마사나가 | 제24, 26 ~ 28대 관령 | 후임 하타케야마 마사나가 호소카와 즈미유키 |